# Studios Ferber
 (mai 2024).
 (mars 2021).
Si vous disposez d'ouvrages ou d'articles de référence ou si vous connaissez des sites web de qualité traitant du thème abordé ici, merci de compléter l'article en donnant les références utiles à sa vérifiabilité et en les liant à la section « Notes et références ».
Les studios Ferber sont des studios d'enregistrement musical créés en 1973 à Paris par René Ameline. Ils sont situés au 56, rue du Capitaine-Ferber dans le 20e arrondissement, près de la porte de Bagnolet.

## Historique
Les studios sont fondés en 1973 par René Ameline. Cet  ancien du studio Davout souhaitait créer un studio avec un son plus mat
,.
Ces studios font partie des studios légendaires parisiens

et ont accueilli des artistes comme Jean-Michel Jarre, Jean-Louis Aubert, Alain Bashung, Noir Désir, Vanessa Paradis, Matthieu Chedid, Alain Souchon, Jane Birkin, Extra Musica, Manu Chao, Axel Bauer, Michel Delpech, Juliette Gréco, Louise Attaque, Serge Gainsbourg, Catherine Deneuve, Space Art.
L’enregistrement de musique de films reste l’un de ses atouts majeurs : Ils sont l’un des studios de prédilection de compositeurs parmi lesquels figurent Gabriel Yared, Philippe Eidel, Michel Portal et Bruno Coulais.
De plus, de nombreux films ont été tournés chez Ferber : de Peur sur la ville à Gainsbourg, vie héroïque, en passant par Élisa. Les studios ont été fondés par Yves Roze et René Ameline, Yves Roze étant le PDG.

## Les studios

### Studio A
De Serge Gainsbourg à Black Sabbath, le Studio A a donné naissance à certains des plus célèbres enregistrements de l'histoire de la musique française et internationale.
Il dispose de la seule console d’enregistrement conçue par David Manley et Rupert Neve, à savoir, la "Neve série 82-48" lui permettant d’optimiser l’acoustique de la pièce qui demeure à ce jour unique.
Avec sa cabine d'enregistrement de 190 m2, il peut accueillir de la simple prise de voix, à l'enregistrement d'orchestres symphoniques : jusqu'à 60 musiciens.

### Studio B
Le Studio B où est installé à demeure Renaud Letang est équipé d’une "Neve série V3 Flying Faders" et d’un studio de 80 m2 lui permettant d’allier l’enregistrement et le mixage de ses projets.

### Studio D
Le Studio D, lieu de résidence de l'ingénieur du son Philippe Avril , équipé d’une "SSL 4000-48" de série E est principalement destiné au mixage d’albums, mais également au mixage de musiques de films en 5.1.

### Studio F
Le Studio F où est installé Jean Lamoot, qui y réalise tous ses projets, avec aussi bien l’enregistrement que le mixage.
Il a notamment travaillé avec des artistes comme Alain Bashung, Salif Keïta, Noir Désir, etc.

## Récompenses
Depuis la création des studios Ferber, de nombreux albums ont été récompensés. Cela représente plusieurs centaines de disques d’or, plusieurs disques de platine, soixante-quatorze Victoires de la Musique et neuf Césars.